# 林興一郎
林 興一郎（はやし こういちろう、1899年3月1日 - 1965年1月4日）は、日本の政治家。衆議院議員（1期）。

## 経歴
広島県出身。1919年広島県立忠海中学校(現・広島県立忠海高等学校)卒。漁業を営み、広島県水産会長、同漁業組合連合会長、瀬戸内海水産連合会理事長、中央水産業会理事、中国五県水産連合理事長、倉橋島漁業会長を務め、広島県会議員、同県議会議員、同議長を務めた。
1946年の第22回衆議院議員総選挙で広島県から諸派で立候補したが次点で落選する。しかし、6月に同じ選挙区から当選した田中貢の辞職により、繰り上げ当選となった。当選後は協同民主党に入った。翌1947年3月には国民協同党と変わり、国民協同党代議士会副会長となった。衆議院議員は1期務め、翌1947年の第23回衆議院議員総選挙には出馬しなかった。
このほか亀屋紙工、亀屋各(株)社長となった。1965年死去。

## 親族
- 息子 - 林正夫（広島県議会議員）